# Petr Nečas

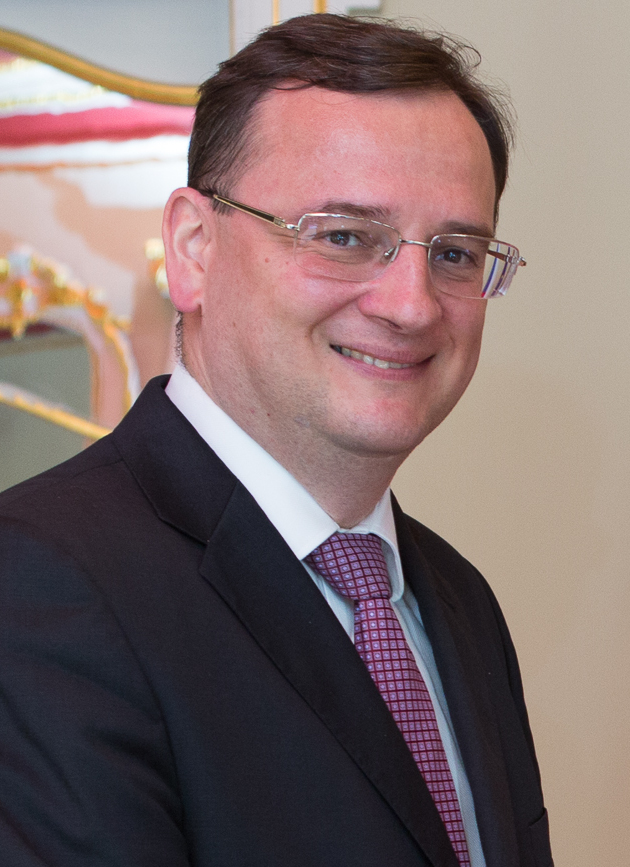
Petr Nečas

Petr Nečas, född 19 november 1964 i Uherské Hradiště i Zlín, är en tjeckisk politiker som var premiärminister i Tjeckien mellan den 28 juni 2010 och den 10 juli 2013. Den 16 juni 2013 meddelade Nečas sin avgång efter att hans närmaste medarbetare Jana Nagyova hade åtalats för maktmissbruk och korruption.
Åren 2006–2009 var han biträdande premiärminister och social- och arbetsminister i Mirek Topoláneks regering och 2010 efterträdde han denne som ordförande för konservativa Medborgardemokraterna. Efter valet i maj 2010 meddelade Tjeckiens president Vaclav Klaus på söndagen den 27 juni 2010 att han skulle utnämna Nečas till premiärminister den 28 juni. Detta innebar att Tjeckien fick en ordinarie regering, sedan landet styrts av en expeditionsministär alltsedan den sittande regeringen förlorade en förtroendeomröstning i parlamentet i mars 2009. 
Nečas bildade en högerkoalition av tre partier som tillsammans hade 118 av parlamentets 200 mandat.